# Патара-Халеби
Патара-Халеби (груз. პატარა ხალები) — село в Грузии. Находится в Хашурском муниципалитете края Шида-Картли. Высота над уровнем моря составляет 1040 метров. Население — 2 человека (2014).